# Daïra de Boumerdès
Pour les articles homonymes, voir Boumerdès (homonymie).
La daïra de Boumerdès  est une des neuf (9) daïras qui composent la wilaya de Boumerdès, en Algérie, et dont le chef-lieu est la ville éponyme de Boumerdès.
Les communes qui la composent sont :
- Boumerdes
- Corso
- Tidjelabine

## Histoire
La daïra de Boumerdès est créée à la suite de la promulgation de la loi no 84-09 du 4 février 1984 relative au découpage territorial administratif.
Cette daïra a été touchée par le tremblement de terre du 21 mai 2003.
Elle a été peuplée historiquement par les kabyles des âarchs des tribus de Kabylie tels que les Aïth Aïcha.

## Religion

### Mosquées
La Daïra de Boumerdès abrite des dizaines de mosquées réparties dans ses communes.
Ces mosquées sont administrées par la Direction des affaires religieuses et des wakfs de Boumerdès sous la tutelle du Ministère des Affaires religieuses et des Wakfs.
- Mosquée Ibn Khaldoun